# Пограничная полиция Пакистана
Пограничная полиция Пакистана (урду فرنٹیئر کانسٹبلری‎, англ. Frontier Constabulary) — пакистанские военизированные формирования федерального подчинения, выполняющие функцию надзора за соблюдением закона и порядка в пограничной зоне Пакистана.

## История
Пограничная полиция была создана как независимые гражданские Вооружённые Силы, в соответствии с положениями Закона о пограничной полиции 1915 года. В соответствии с действующим законодательством Пакистана, деятельность пограничных полицейских регулируются нормативно-правовых актами от 1958 года. Полицейские находятся в подчинении Министерства внутренних дел. С оперативной точки зрения, контроль полицейских осуществляет главный отдел соответствующих правительств провинций. Изначально пограничная полиция должна была не допускать вторжения боевиков в Пакистан из племенных районов. Затем они стали активно привлекаться во внутренние дела Пакистана, например охранять посольства и прочие важные объекты.
Комендант пограничной полиции является главным руководителем данных сил, заместитель коменданта является вторым человеком в иерархии. Пограничная полиция располагается во всех округах Пакистана, в каждом округе есть окружной сотрудник пограничной полиции которому помогает помощник.
4 августа 2010 года на коменданта пограничной полиции Сафвата Гаюра было совершено покушение. Террорист-смертник взорвал себя когда комендант уезжал с работы на своём автомобиле. В результате этого теракта Сафват Гаюр и трое случайных прохожих скончались. Ответственность за теракт взяло на себя движение Талибан.

## Структура и роль
Общая численность полицейских составляет порядка 30 000 человек. Ранее называлась как пограничная милиция, но была переименована в полицию после того как на службу стали брать кадровых сотрудников, а не обычных добровольцев. Пограничная полиция является отдельным родом полицейских сил Пакистана. Они несут службу в Зоне Племён и пограничных регионах. К ведению боевых действий полицейские допускаются только в случае крайней необходимости, чтобы оказать помощь регулярной армии в операциях.